# Пополицио, Массимо
Массимо Пополицио (итал. Massimo Popolizio; род. 4 июля 1961 года, Генуя, Италия) — итальянский актёр театра и кино, артист дубляжа.

## Биография
Дженовезе Альтамурского происхождения, художественно и профессионально подготовленный в Национальной академии драматического искусства им. Сильвио Д’Амико в Риме в 1984 году, он начал свою карьеру в качестве театрального актера, начал плодотворное художественное сотрудничество с директором театра Лукой Ронкони.

### Театр
Он дебютировал в своем театре в 1983 году в шоу под руководством Луки Ронкони, С. Гиованны. В течение своей карьеры он часто играет в спектаклях, поставленных по произведениям Шекспира.
В 1995 году он выиграл свой первый главный театральный приз, премию Ubu за лучшую мужскую роль для выступлений короля Лира Уильяма Шекспира и Verso Peer Gynt, вдохновленный «Пер Гюнтом» Генрика Ибсена. Он получил эту награду снова в 2001 году за «Венецианских близнецов» Карло Гольдони, а в 2015 году за Lehman Trilogy, режиссера Луки Ронкони. В 2006 году он выиграл Eschilo d’Oro от INDA. В 2012 году он возвращается к Ибсену и приносит на сцену титул Йун Габриэля Боркмана с Лукрецией Ланте делла Ровере и Мануэлой Мандраккьей.
В 2016 году, продюсер Театро ди Рома, он руководил шоу «Ragazzi di vita» по роману Пьера Паоло Пазолини. Среди главных героев Лино Гуаркай, Джампьеро Чиччи и Лоренцо Грилли. 26 октября шоу дебютирует на национальной премьере в Театро Арджентина.

### Кино и телевидение
В 2013 году он снимался в сериале «Клан каморристов», где играет Дон Пальма, и во втором сезоне «Большая семья», где он играет комиссара Де Люсии.
Затем он приобрел известность с последними кинематографическими интерпретациями в «Криминальный роман», Mare nero и Mio fratello и figlio unico, а также ролью Витторио Сбарделла в «Изумительный» режиссёра Паоло Соррентино. В 2014 году он сыграл в двух комедиях «Друзья как мы» и «Богач», и также в драматическом фильме «Сказочный юноша», где исполнил роль противоречивого отца Джакомо Леопарди. В 2016 году он снялся в комедии Карло Вердоне L’abbiamo fatta grossa. За своё исполнение он выиграл специальную Серебряную ленту, которую разделил с Джузеппе Фьорелло.
В 2018 году он снялся в фильме Луки Миниеро «Я вернулся», в итальянской интерпретации немецкого фильма «Он снова здесь», где исполнил роль Бенито Муссолини.

### Дубляж
Массимо Пополицио является голосом лорда Волан-де-Морта в фильмах о Гарри Поттере, озвучивает Тома Круза в «С широко закрытыми глазами» и Лайонела Абелански в «Поезде жизни». В 1998 году он озвучивал Тима Рота в роли Дэнни Будмена Т. Д. Лемон, Брюса Уиллиса в «Армагеддоне». В 1998 году он выиграл Серебряную ленту за дублирование фильма «Гамлет» режиссера Кеннета Брана. С 2009 года он был голосом актера Кайла Лайтмана, главного героя сериала «Обмани меня».

## Фильмография
- 1983 — Парни, как все / Un ragazzo come tanti
- 1989 — Убийца / L’assassina
- 1993 — Охота за мухами / Caccia alle mosche
- 1995 — Злое сердце / Cuore cattivo
- 1996 — Выбранное сходство / Le affinità elettive
- 2005 — Криминальный роман / Romanzo criminale
- 2006 — Чёрное море / Mare nero
- 2007 — Мой брат и единственный ребёнок / Mio fratello è figlio unico
- 2008 — Изумительный / Il divo
- 2008 — Любите, что приходит, любите, что уходит / Amore che vieni, amore che vai
- 2009 — Большой сон / Il grande sogno
- 2010 — Команда Санта Клауса / La banda dei Babbi Natale
- 2010 — 20 сигарет / 20 sigarette
- 2011 — Борис / Boris
- 2011 — Прикосновения / Gli sfiorati
- 2013 — Добро пожаловать! / Benvenuto Presidente!
- 2013 — Великая красота / La grande bellezza
- 2014 — Друзья как мы / Amici come noi
- 2014 — Сказочный юноша / Il giovane favoloso
- 2014 — Богатые, бедные и поданные / Il ricco, il povero e il maggiordomoa
- 2015 — Арианна / Arianna
- 2016 — Мы сделали это / L’abbiamo fatta grossa
- 2016 — Было лето / Era d’estate
- 2018 — Я вернулся / Sono tornato

## Театр
- S. Giovanna (1983) / Святая Жанна
- Due commedie (1984) / Две комедии
- Torquato Tasso (1986) / Торквато Тассо
- Il gabbiano (1987) / Чайка
- Aiace (1988)
- Strano interludio (1989) / Странный интерлюдия
- La sposa di Messina (1990) / Невеста Мессины
- Gli ultimi giorni dell’umanità (1992) / Последние дни человечества
- Misura per misura (1992) / Измерение для измерения
- Aminta (1993) / Аминта
- Venezia salva (1993) / Венеция спасает
- Peer Gynt (1995) / Пер Гюнт
- Re Lear (1995) / Король Лир
- I fratelli Karamazov (2001) / Братья Карамазовы
- I due gemelli veneziani (2001) / Два венецианских близнеца
- Lolita (2002) / Лолита
- Baccanti (2002) / Вакханки
- Le rane (2002) / Лягушки
- Professor Bernhardi (2005) / Профессор Бернгарди
- Cyrano de Bergerac (2009) / Сирано де Бержерак
- Il misantropo (2010) / Мизантроп
- Blackbird (2011)
- John Gabriel Borkman (2012) / Йун Габриель Боркман
- Visita al padre (2014) / Посещение отца
- Lehman Trilogy (2015) / Трилогия Лемана
- Il prezzo (2015) / Цена
- Ragazzi di vita (2016) / Мальчики жизни